# GRIN3B
GRIN3B یک زیرواحد در گیرنده‌های گلوتاماتی NMDA است. این زیر واحد پروتئینی است که در انسان توسط ژن GRIN3B کدگذاری می‌شود.

## پیوندهای مرتبط
- GRIN3B protein, human در سرعنوان‌های موضوعی پزشکی (MeSH) در کتابخانهٔ ملی پزشکی ایالات متحدهٔ آمریکا